# Fenghuang, Xiangxi
Fenghuang är ett härad som är beläget i den autonoma prefekturen Xiangxi för tujia- och miao-folken i Hunan-provinsen i södra Kina.
Häradssätet i Fenghuang är känt för sin arkitektur från Mingdynastin och Qingdynastin och har tagits upp i Världsarvet av UNESCO. Ungefär hälften av invånarna i Fenghuang tillhör miao eller tujia-folken. Orten är också känd som författaren Shen Congwens hembygd, varifrån han ofta hämtat motiv till sitt författarskap.

## Galleri

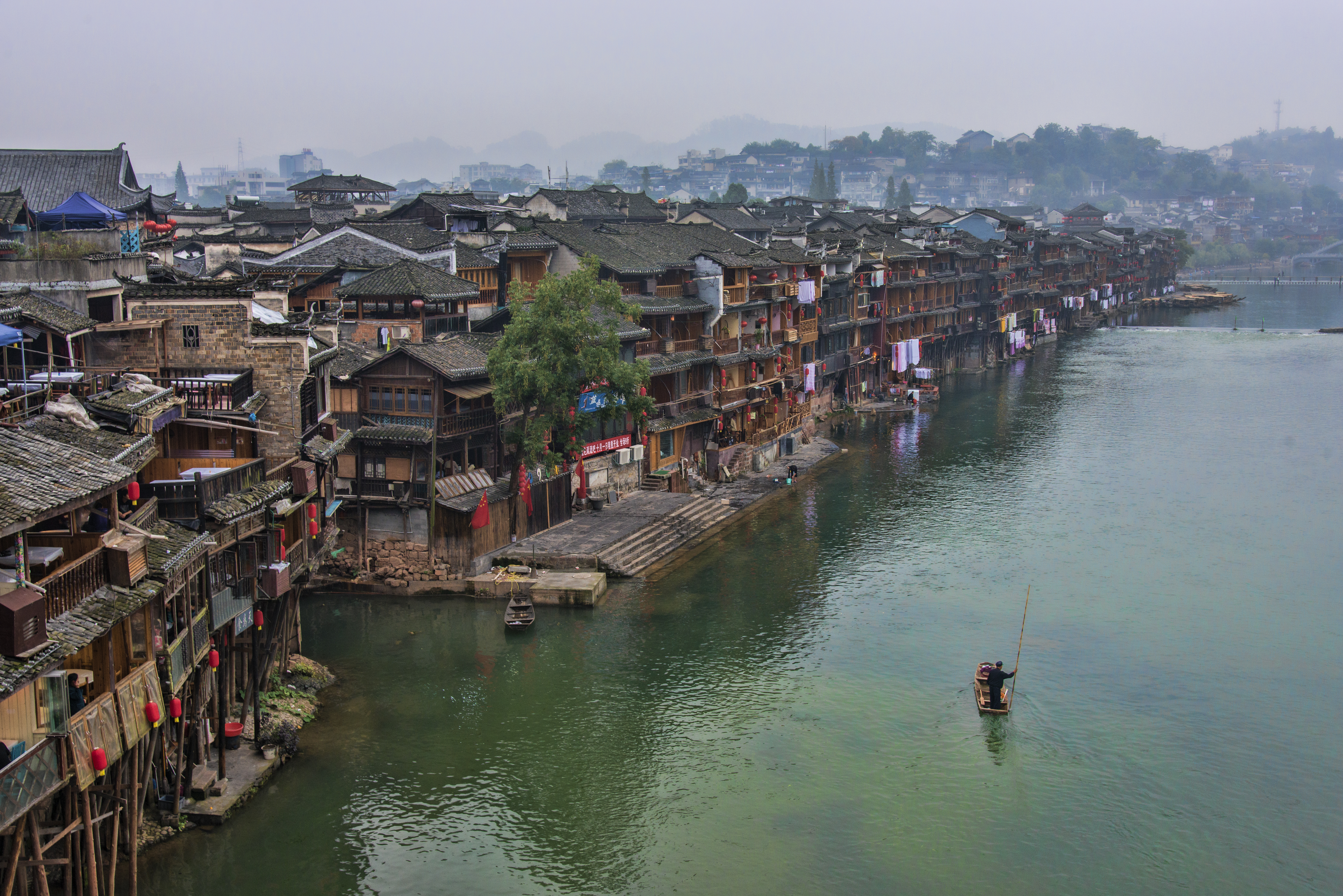
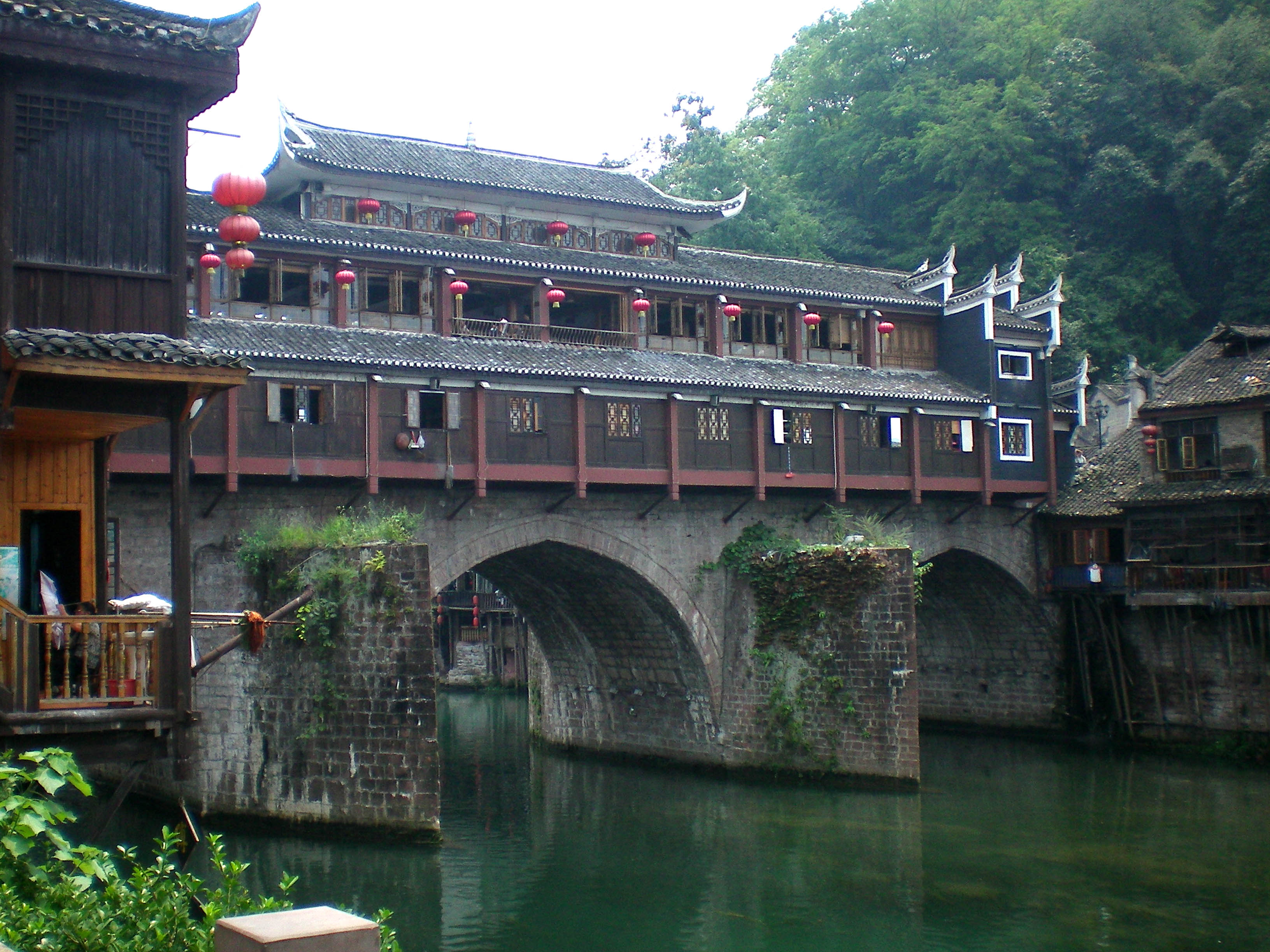
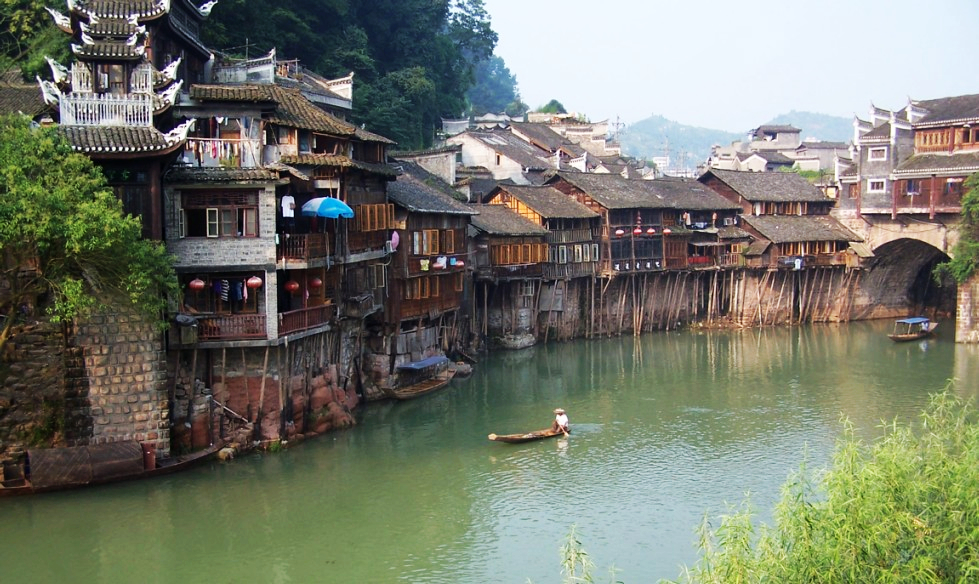
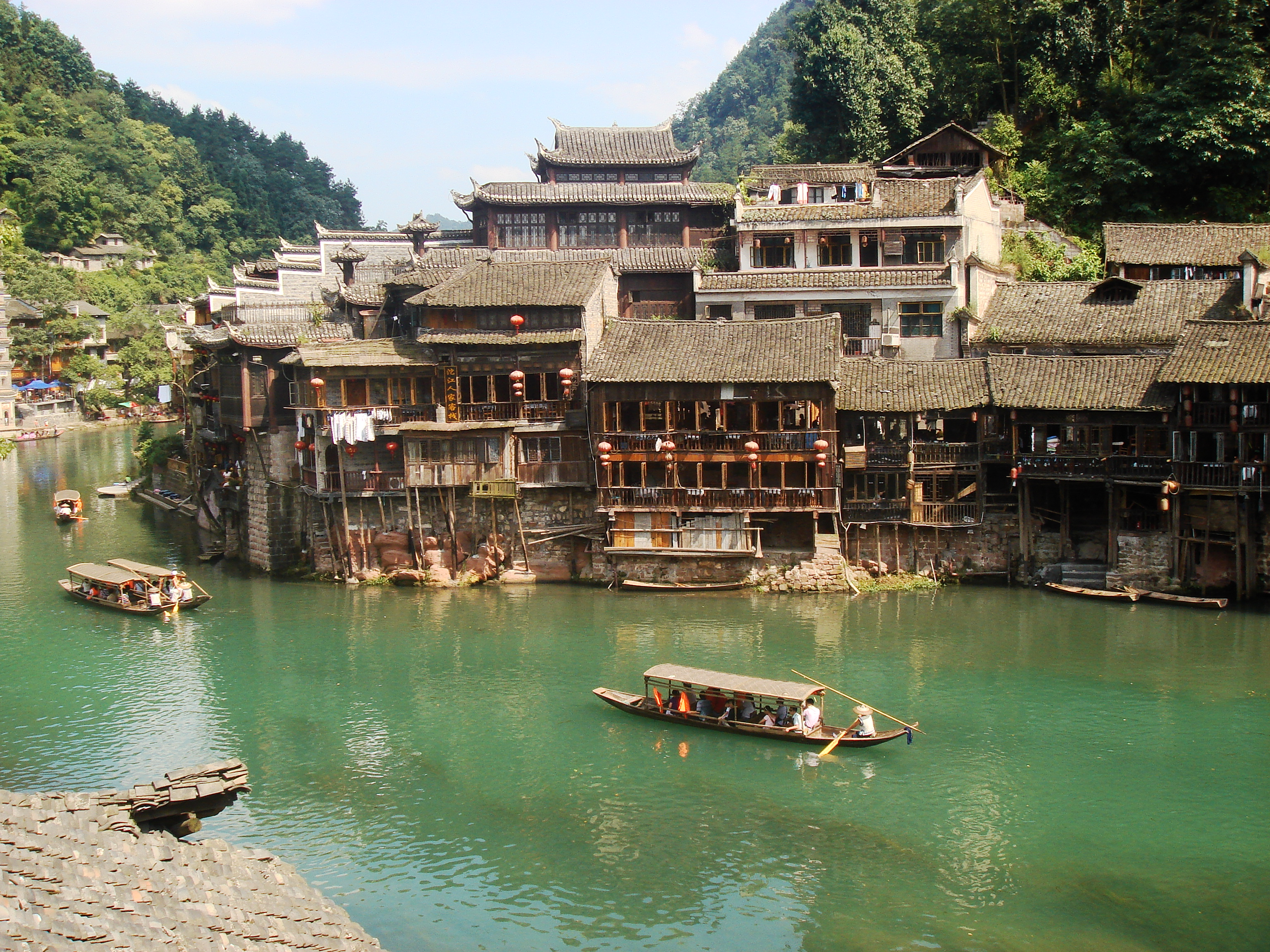
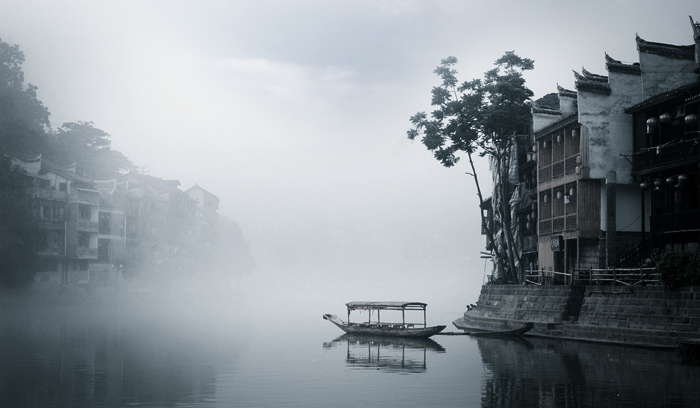